# 98 Ianthe
98 Ianthe eller 1931 RK1 är en stor asteroid upptäckt 18 april 1868 av astronomen C. H. F. Peters i Clinton, New York. Asteroiden har fått sitt namn efter Ianthe, maka till Iphis inom grekisk mytologi.
98 Ianthe är mycket mörk och består av karbonater.

## Måne?
Observationer av en ockultation 2004 av R. Venable antyder att Ianthe har en måne.